# Nadine Brass
Pour les articles homonymes, voir Brass (homonymie).
Nadine Brass, née Nadine van der Straeten en 1955 dans le Morbihan, est une illustratrice et dessinatrice française de bande dessinée, créatrice des séries Petit-Renard et Modou la Tzigane.

## Biographie
Nadine van der Straeten est née le 18 décembre 1955 à Malestroit dans le Morbihan, en France,. Elle effectue des études à l'École des Arts décoratifs de Strasbourg, puis devient illustratrice dans l'atelier de Claude Lapointe. Ayant épousé M. Brass, elle est connue sous les noms de Nadine Brass et de Nadine Brass-Van der Straeten.
C'est en 1983 qu'elle crée le western pour enfants Petit-Renard, sa première série de bande dessinée, sur un scénario de Régine Pascale,,. Cette série est publiée par Astrapi à partir de 1983, puis paraît en cinq albums aux éditions Bayard de 1984 à 1989. À partir de 1988, elle dessine en parallèle les aventures de Modou la Tzigane, également sur des textes de Régine Pascale, série parue en quatre albums aux éditions Casterman.
Nadine Brass dessine dans les magazines Toupie, Toboggan, Mikado. Elle illustre également des livres pour enfants, notamment pour la collection « Mystères » de Casterman et des ouvrages scolaires.

## Albums de bande dessinée
- Petit-Renard, éditions Bayard-Astrapi :

1. Le Voleur de chevaux ; La Chasse aux bisons, 1984  (ISBN 2-7009-4018-0) ;
2. Un aigle dans l'orage, 1985  (ISBN 2-7009-4029-6) ;
3. Tempête de neige, 1987  (ISBN 2-7009-4043-1),
4. Le Fil magique, 1988  (ISBN 2-7009-4059-8) ;
5. Le Monstre de la prairie, 1989  (ISBN 2-227-71500-6).

- Modou la Tzigane, éditions Casterman :

1. Au secours du prince, 1988 ;
2. Les Enfants de la forêt, 1989 ;
3. Destination Venise, 1991 ;
4. Explosion à l'Arsenal, 1991.

- Jeanne Hébuterne, un souffle éphémère[5], 2017, éditions Tartamudo.